# Alexander Andrejewitsch Melichow
Alexander Andrejewitsch Melichow (russisch Александр Андреевич Мелихов; * 23. März 1998 in Nowokusnezk) ist ein russischer Fußballtorwart.

## Karriere

### Verein
Melichow begann seine Karriere beim FK Metallurg-Kusbass Nowokusnezk. Zur Saison 2015/16 rückte er in den Kader der ersten Mannschaft von Nowokusnezk. In der Saison 2015/16 kam er zu zwei Einsätzen in der drittklassigen Perwenstwo PFL. Zur Saison 2016/17 wechselte er zum Erstligisten Tom Tomsk. Im März 2017 debütierte er in der Premjer-Liga, als er am 18. Spieltag jener Saison gegen den FK Rostow in der Startelf stand. Bis Saisonende kam er zu sieben Erstligaeinsätzen. Mit Tom Tomsk stieg er zu Saisonende allerdings aus der Premjer-Liga ab. In der Saison 2017/18 kam Melichow zu 24 Einsätzen in der Perwenstwo FNL und in der folgenden Spielzeit absolvierte er 15 Zweitligapartien. Zur Saison 2019/20 schloss er sich dem Erstligisten Achmat Grosny an. Bei den Tschetschenen wurde er hinter Jewgeni Gorodow und Witali Gudijew dritter Tormann. Dort kam Melichow bisher nur zu sechs Pflichtspieleinsätzen und so wurde der Torhüter im Sommer 2022 an den armenischen Erstligisten FC Urartu Jerewan verliehen.

### Nationalmannschaft
Zwischen Mai und September 2018 absolvierte Melichow zwei Partien für die russische U-21-Nationalmannschaft.